# 自然の権利
自然の権利（しぜんのけんり, Rights of Nature ）とは、自然保護を目的とした活動を法廷を舞台として行うための考え方のひとつ。「自然の価値を直接的に承認し、自然物に法的主体としての地位を承認する試み」として提唱されている概念である。人間中心主義からの脱却が理論的背景にあり、生命・自然中心主義への発想転換にともなって論じられているとする。
象徴的に原告名として自然物（動物・植物・土地）などが連ねられることが多いことから、一般的には「自然の権利訴訟＝人間以外の自然物を原告とする訴訟」という理解が強い。ただし、自然物を原告名として連ねることが、自然の権利概念を援用した訴訟として認められるための必須の要件とはされていない。
自然の権利という概念は、それらの原告を擬人化し人間と同等の権利があると主張するものではない。法廷闘争のための技術論（主として原告適格の拡大を目指す技術論）や、環境倫理などに基づいた自然保護のための法制論という要素が強い。もっとも、近代的な自然の権利概念の最初の提唱者であるクリストファー・ストーン（後述）の理論については、「環境をかつてない範囲まで擬人化した」ものとの評もある。
「自然の権利」概念は、名前は似ているが「自然権」とは異なった概念である。また、自然物を法的主体として承認すると言っても、「動物の権利」（アニマルライツ Animal rights）とは異なった性格を持つとされる。環境権や自然享有権といった概念とも区別されている。（後述の#類似概念との差異参照 ）
※本文中の原語表記部のリンクは英語版へのリンク。

## 歴史
自然の権利という考え方が確立されるまでには、いくつかのエポックメイキングな出来事があった。その中から主要なものをピックアップする。

### 土地倫理
1949年に出版された、アメリカ合衆国・ウィスコンシン大学教授のアルド・レオポルド Aldo Leopold の『野生のうたが聞こえる』に収録されている『土地倫理』（原題は「Land Ethics」）という論文で、「自然は共同体であり、土地倫理は、ヒトという種の役割を土地という共同体の征服者から、平凡な一員、一構成員へと変える」と述べ、人間中心主義を強く批判した。この時点では、「自然の権利」という言葉は使われていなかった。

### 樹木の原告適格
1972年に、アメリカ合衆国の法哲学者、クリストファー・ストーン Christopher Stone が『樹木の当事者適格』（原題は「Should Tree Have Standing?」）という論文を執筆。これは、後述のシエラクラブ対モートン事件の二審判決において原告側が請求却下されたのを受けて、特にダグラス判事に対して訴訟を認めるよう訴えかける狙いで執筆されたものである。この中でストーンは、権利概念の拡張と自然物の原告適格に言及した。その論理は、「権利の主体は、富裕層のみ・男性のみ・白人のみ、といった限定を次々にはずされ、拡張されてきた。この流れは、人類以外の存在にも向けられるべきだ」とするものである。そして、訴訟上は、後見人や信託人としての人間が、「被害者」である自然物に代わって賠償請求をして環境修復の費用に充てたり、開発の差し止めを行うことを認めていけばよいとした。
この時点で、はじめて「自然物にも法人格を認め得る」という現代法的意味あいでの自然物の位置づけが提案された。ただし、13年後になってストーンは、『樹木の当事者適格』について自己検証する論文を発表し、ミネラルキング渓谷のような土地にまで当事者適格をすぐに拡大したのは、問題を単純化し過ぎていたと反省している。

### 「シエラクラブ対モートン事件」判決
「シエラクラブ対モートン事件（en:Sierra Club v. Morton）」は、アメリカ合衆国で1965年に提訴された自然保護裁判。自然保護団体のシエラクラブが、ウォルト・ディズニー社によるミネラルキング渓谷の開発計画について、開発許可の無効確認を求めて、ロジャース・モートン内務長官を訴えたもの。二審判決までは、原告シエラクラブには何の法的権利侵害も生じることがないとして、訴訟要件である原告適格が欠けることを理由に却下判決が下された。
本件訴訟の最高裁判決は1972年に出された。最高裁判決においても、大多数の裁判官は原告適格が欠けると判断し、結論は却下判決となったが、注目すべきは担当裁判官の一人のウィリアム・ダグラス判事（William O. Douglas）が原告適格を認めるべきだとする少数意見を採ったことである。ダグラス判事は判決に付した反対意見の中で、前述のクリストファー・ストーンの論文を随所に引用した上で、「この裁判の原告は、（自然保護団体の）シエラクラブではなく、（開発されようとしている）ミネラルキング渓谷自身であるべきだった」と述べた。なお、本事件は法的には原告敗訴に終わったものの、訴訟の長期化によるコスト増大から開発計画が中止されたため、原告にとっては事実上の勝訴であったともいえる。
自然の権利論を支持する論者は、ダグラス判事が『樹木の当事者適格』の発想を取り入れたことについて、原告の一員ではない中立な法的判断者として人間以外の存在の法的資格に言及したこともので、「自然の権利」思想上で大きな出来事であると考えている。

### 絶滅の危機にある種の法（ESA）における「市民訴訟条項」
1973年にアメリカ合衆国で制定された「絶滅の危機に瀕する種の保存に関する法律（Endangered Species Act）」では、緊急性の高い自然保護訴訟についての原告適格を広く認め、「市民なら誰でも（any person）」裁判に訴えることができる、と宣言した。
「誰でも」ということは、原告適格について争わないという意味である（「原告適格がない、とすることで一切の議論を行わず門前払いにするようなことはやらない」という法による確約でもある）。そのため、その後の自然保護訴訟では、ダグラス判事の助言を入れるかたちで、訴訟対象の開発計画によって最も被害を受ける自然物の名を原告として記載するという流れが生まれた。1978年に、ハワイにおいてパリーラ（鳥の一種）の名のもとに、人間が放牧した家畜による自然破壊を差し止め家畜をパリーラの生息地から除去することを求めて提起された自然保護訴訟が最初の事例となった。この訴訟では、パリーラは勝訴し、パリーラ生息地からの家畜の除去が命じられた。
当該訴訟において、「原告側弁護士がパリーラから依頼を受けた」というような話はなく、実質的な原告は自然保護団体や開発に反対する人々であった。
なお、ESAにおける原告適格制限の撤廃を受け、アメリカ合衆国では、日本において提案されている意味での「原告適格を拡張するための『自然の権利』という思想」は、特別な概念としての必要性を失い、当然のものとされることになった。この原告適格制限の撤廃は、アメリカ合衆国においては、米国文化財保護法（National Historic Preservation Act, NHPA）などにも見られるものとなっている。

## 「自然の権利」概念の特徴
自然の権利論者は、開発などをめぐる利害対立について、その利害を調整する機能を持つ場は、終局的には裁判所であるはずだという前提に立つ。そのうえで、古典的な司法権概念に基づく従来の司法制度では、法的利害関係が無ければ原告となることを認めないという基準（原告適格）が設定されてきたことについて、裁判が利害調整の場として利用しにくくなるとして批判する。利害を調整する機能を持つ場はなくなってしまい、現実的なおとしどころを探すことなどが極めて困難になる。特に、開発行為に際して行政的な手続き不備などがあった場合であっても、しばしばそれを指摘する場がないといった問題を指摘している。
自然の権利論者によれば、自然の権利という考え方を採用し、裁判所を利害調整のための場として広く機能させることは、開発計画などの不可逆的被害をもたらす可能性が高い事例については、大きなメリットがある。また、感情的な対立を廃し、理性的な議論を積み重ねることによって解決策を模索する場が存在するという信頼は、近代国家にとって必要不可欠な要素であり、自然保護をめぐってその理念を実現するためのひとつの試みでもあるとする。
「人間ではない者」を原告にすることがある点について、動物などが法廷に登場して人間の言葉で裁判に参加するといったイメージを持たれがちであるせいか、「ファンタジーではないか」といった批判がしばしばなされる。この批判に対しては、自然の権利論者は、すでに「法人」といった「人間ではない者」は、法の世界では人間と並び常連のひとりとなっている。法人と同様の構成をすることで（cf.→法人本質論）、法が「守るべき（と考えるひとがいる）自然環境」について原告適格性を認め、その代弁者が法廷に登場することを認めるという考え方は、法技術的な提案であると反論している。そして、「自然の権利」という考え方は、ファンタジーを目指すものではないと主張している。

## 類似概念との差異
「自然の権利」概念は「アニマルライツ Animal rights」ではない。これらはしばしば混同されるが、現在では「自然の権利」という概念は上述のように「自然保護に関する問題を法廷で議論するための技術論」という側面が強くなっており、動物の個体に権利を認めることを目指したものではない。これに対し、「アニマルライツ」は、動物の個体に権利を認めることを目的とするものであるし、植物などについては苦痛を感じる能力がないとして保護の対象外と考えている。
山村恒年によれば、自然の権利と、日本における環境権や自然享有権といった概念も異なったものである。山村によれば、環境権は、公害などによる地域住民への被害防止という観点から提唱されてきた概念で、一定の地域住民の私的権利として地域環境の共有と支配を認めるものである。つまり、環境権の立場からは、自然環境は主体ではなく支配対象と言うことになる。対して自然享有権の概念は、「人が人間らしい生活を維持するために不可欠な自然の恩恵を受ける権利」ないしは「現在及び将来のすべての人のために自然を適正に保護する権利」と定義され、自然への支配権を想定せずに、自然と言う有機集合体からの利益を国民一般が受け取る権利として構成されるものである。自然の権利論の影響も受けているが、あくまで人類の共益権とその保護という人を主体とした見方である点では異なっている。ただし、後述の奄美自然の権利訴訟では、自然享有権にもとづいて自然の権利を代位行使するという法的構成も原告適格を基礎づけるために主張されている。

## 日本における「自然の権利」運動・「自然の権利」訴訟

### 日本法における環境訴訟の訴訟要件
開発阻止のためには行政訴訟がしばしば提起されることになる。日本国憲法下の日本においては、司法権にもとづく裁判の対象は「法律上の争訟」（裁判所法3条）、すなわち「法令を適用することによって解決し得べき権利義務に関する当事者間の紛争」が原則であるとされている。個人の法的権利義務に関わらない客観訴訟は極めて限定的な立法例だけで、アメリカ合衆国における「絶滅の危機にある種の法（ESA）」のような市民訴訟条項を持つ特別法は無い。
まず、開発許可処分などの適法性を争う行政訴訟として、各種の抗告訴訟が提起されることがある。しかし、行政事件訴訟法の規定上も、判例による解釈上も、当該個人の法的権利義務に関する訴訟か（つまり原告適格があるか）は厳格に判定されてきたそのため、環境に関する行政訴訟を提起しても、原告適格が欠けるとして、開発許可の違法性の有無などの本案の判断をするまでもなく却下判決となる事例が多かった。近時は関連法規の趣旨や目的を考慮した解釈を裁判所が行うようになったことや、これらの判例の動向を踏まえた行政事件訴訟法の平成16年改正（9条2項の新設）により、原告適格は実質的拡大が図られてはいる。これにより比較的にせよ抗告訴訟における原告適格は認められやすくなっているものの、なお無制限になったわけではない。
また、客観訴訟としての行政訴訟である住民訴訟が、開発阻止の法的手段に利用される例も多く見られる。住民訴訟であれば、当該自治体の住民でありさえすれば原告適格が容易に認められる。しかし、住民訴訟は自治体の予算執行の適正確保が本来の目的であることから、手段としては抗告訴訟とは別の限界がある。住民訴訟における裁判所の審査は、予算執行の適正を欠くかという観点から行われることになり、正面から環境への影響などを検討するわけではない。仮に予算執行として違法と評価された場合でも、自治体から首長や職員への損害賠償請求（4号請求）などにとどまり、事件の解決として適切であるか疑問がある。

### 日本における自然の権利運動の経緯
日本への自然の権利概念の紹介は、1970年代には始まっていた。全国自然保護連合による自然の権利宣言の採択が初期の例である。
実際に訴訟として本格的に自然の権利論が展開されたのは、1995年（平成7年）提訴の「奄美自然の権利訴訟」（アマミノクロウサギ訴訟）が最初である。この裁判では、自然保護活動家Aらのほか「アマミノクロウサギ」など動物4種が原告として訴状に名を連ねた。鹿児島地方裁判所は、動物に法的な権利主体性（当事者能力）は無く、「アマミノクロウサギ」などの記載は無意味として訴状却下した。そこで、原告Aらは、人間原告の「A」について「アマミノクロウサギことA」とするといった表示の訂正を行った。これは、あくまで自然物の代弁者として原告適格が認められるべきだという自然の権利論をとることを強調する趣旨だった。その後、訴状は受理されたAら人間原告に対する判決が出されたが、裁判所は、自然の権利論については実質的に法律の定めが無い客観訴訟にあたるなどと述べ、原告適格が欠けるとして却下判決に終わっている。これ以前の訴訟として、1993年提訴の相模大堰訴訟なども自然の権利の考え方を援用していると評価されている。以後、いくつかの「自然の権利訴訟」を名乗る訴訟、あるいは考え方が近い訴訟が提起されている。原告適格の点では問題が無い住民訴訟形態の事件でも、あえて問題提起のために自然物を原告に加える事例がみられる。
自然物を原告とすることに関しては、自然物自体に当事者能力は現行法上で認められていないため不適法というのが裁判所の一貫した判断である。そのため実際に自然物を原告とした訴えについては、自然物原告部分に関して訴状却下や、弁論を分離しての訴え却下といった裁判がなされている。日本における自然の権利訴訟は、解釈論上の無理を承知で提起されていると評される。
自然の権利論者は、これらの訴訟活動が徐々に自然保護をめぐる法廷闘争のあり方（主として裁判所側の意識）を変更しつつあると主張している。たとえば相模大堰訴訟における横浜地裁の訴訟指揮。自然物原告を否定し原告適格を理由として訴訟の却下を求める神奈川県に対して、横浜地裁は「実体的反論をなすように」という訴訟指揮をしたと、共同通信（1996-02-28-15:48）が報じた。ただし、この相模大堰訴訟は客観訴訟である住民訴訟として提起されたもので、自然の権利論などで原告適格の拡大を議論している行政事件訴訟法上の抗告訴訟とは大きく事情が異なる。奄美自然の権利訴訟判決でも、問題提起としては理解を示す旨が判決理由中で述べられている。
なお、2004年には、沖縄の辺野古に建設が予定されている米軍普天間基地移転事業に関して、沖縄に生息する人間ではない動物種の「ジュゴン」、日本のNGOである「生物多様性センター」「タートルアイランド回復ネットワーク」「日本環境法律家連盟（JELF）」「ジュゴン保護基金委員会」「ジュゴンネットワーク沖縄」「ヘリポート建設阻止協議会」および個人3名、その依頼を受けたアメリカ合衆国の Marcello Mollo弁護士によって、市民訴訟条項の本場であるアメリカ合衆国の国防総省・ラムズフェルド国防長官に対して、ジュゴンの棲息地を含む、沖縄の自然環境への、適切な配慮を求める」という内容の訴訟が提起されている。本件訴訟は、2004年8月4日に審理が開始され、2005年3月2日に実体審理にはいることが決定され、2008年1月24日に原告側勝訴の判決が出された。国防総省はその後も「（環境アセスの手法の選択は）自らの裁量圏内である」と主張しており、問題は解決にはいたっていないが、「アメリカ合衆国が、市民訴訟条項を持たない国で行なう事業」についての最初の自然の権利に基づく勝訴判決であることから、重要な意味を持っている。

### 日本における立法論
訴訟法学の見地からは、特定の人や団体ではない広い人の集団的利益が行政処分によって侵害される場合の「団体訴訟」の問題の一つとして捉える余地がある。団体訴訟のうち、原告適格を有する個人がおよそ無い場合の団体訴訟の一種にあたり、消費者問題や文化財保護に関するものと並んで考えられ、立法論を中心に議論されている。団体訴訟を認めた場合の問題点としては、敗訴判決の既判力が及ばない者が同一事項に関して繰り返し訴えを提起し、被告や裁判所に負担を重ねるおそれが指摘されている。

### 日本における代表的な「自然の権利」訴訟
日本国内で、原告側が「『自然の権利』概念を援用しての訴訟である」と主張した初期の代表的な訴訟は以下のとおり。
- 相模大堰建設差止訴訟[注釈 11]（訴訟形態は住民訴訟）
  - 1993年12月21日提訴・横浜地方裁判所
- 奄美自然の権利訴訟
  - 1995年2月23日提訴・鹿児島地方裁判所
    - 原告アマミノクロウサギなどとする部分につき訴状却下（確定）。
- オオヒシクイ自然の権利訴訟（訴訟形態は住民訴訟）
  - 1995年12月19日提訴・水戸地方裁判所
    - 原告オオヒシクイとする部分につき却下[注釈 12]。

  - 1996年3月5日控訴・東京高等裁判所（水戸地裁による原告オオヒシクイの却下をめぐる部分）
    - 控訴却下（確定）[注釈 13]。
- 諫早湾自然の権利訴訟（訴訟形態は住民訴訟）
  - 1996年7月16日提訴・長崎地方裁判所
- 大雪山のナキウサギ裁判
  - 1996年8月26日提訴・札幌地方裁判所
- 生田緑地・里山・自然の権利訴訟（訴訟形態は住民訴訟）[22]
  - 1997年1月24日提訴・横浜地方裁判所